# IIFA Award/Bestes Drehbuch
Die Gewinner des IIFA Best Screenplay Award waren:
| Jahr | Gewinner                                           | Film                         | Deutscher Titel                             |
| ---- | -------------------------------------------------- | ---------------------------- | ------------------------------------------- |
| 2000 | Sanjay Leela Bhansali                              | Hum Dil De Chuke Sanam       | Ich gab Dir mein Herz, Geliebter            |
| 2001 | Honey Irani                                        | Kya Kehna                    | —                                           |
| 2002 | Farhan Akhtar                                      | Dil Chahta Hai               | Dil Chahta Hai                              |
| 2003 | Mahesh Bhatt                                       | Raaz                         | Raaz                                        |
| 2004 | Rajkumar Hirani, Vidhu Vinod Chopra & Lajan Joseph | Munna Bhai M.B.B.S.          | Munna Bhai: Lachen macht gesund             |
| 2005 | Abbas Tyrewala & Vishal Bhardwaj                   | Maqbool                      | Maqbool – Der Pate von Mumbai               |
| 2006 | Vidhu Vinod Chopra & Pradeep Sarkar                | Parineeta: The Married Woman | Parineeta – Das Mädchen aus Nachbars Garten |
| 2007 | Rakeysh Omprakash Mehra & Rensil D´Silva           | Rang De Basanti              | Rang De Basanti – Die Farbe Safran          |
| 2008 | Anurag Basu                                        | Life in a Metro              | Metro: Die Liebe kommt nie zu spät          |
| 2009 |                                                    |                              |                                             |
| 2010 |                                                    |                              |                                             |
| 2011 |                                                    |                              |                                             |
| 2012 |                                                    |                              |                                             |
| 2013 |                                                    |                              |                                             |
| 2014 |                                                    |                              |                                             |
| 2015 |                                                    |                              |                                             |
| 2016 | Kabir Khan & Parveez Sheikh                        | Bajrangi Bhaijaan            | —                                           |